# Friederichsen Glacier
Friederichsen Glacier är en glaciär i Antarktis. Den ligger i Västantarktis. Argentina, Chile och Storbritannien gör anspråk på området. Friederichsen Glacier ligger 802 meter över havet.
Terrängen runt Friederichsen Glacier är bergig, och sluttar brant österut.  Trakten är obefolkad. Det finns inga samhällen i närheten.